# Mario Cantone

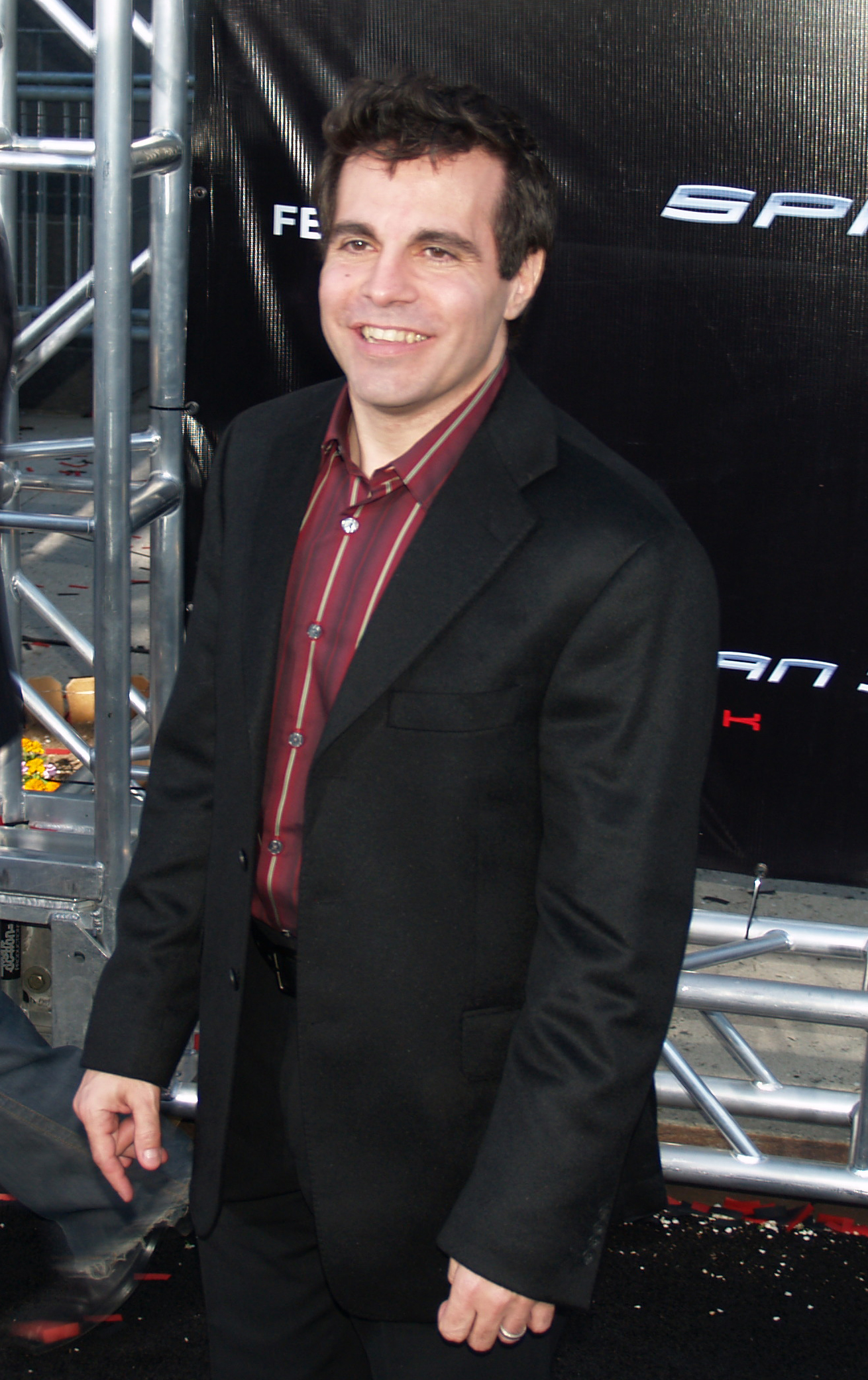
Mario Cantone (2007)

Mario Cantone (* 9. Dezember 1959 in Stoneham, Massachusetts) ist ein US-amerikanischer Stand-Up-Komiker und Schauspieler.

## Leben
Von 1988 bis 1993 moderierte er eine Kindersendung namens Steampipe Alley. In den Jahren 2000 bis 2004 verkörperte Cantone in der HBO-Fernsehserie Sex and the City die Rolle Anthony Marantino. In dem 2008er SATC-Kinofilm sowie in dessen Fortsetzung 2010 übernahm er diese Rolle ebenfalls. 
2011 heiratete er den US-Musicalregisseur Jerry Dixon.
Im Oktober 2022 nahm Cantone als Maize an der achten Staffel der US-amerikanischen Version von The Masked Singer teil, in der er den 15. Platz belegte.

## Filmografie

### Filme (Auswahl)
- 1994: Quiz Show
- 1994: Ein heißer Job (Who Do I Gotta Kill?)
- 1997: Mäusejagd (Mousehunt)
- 2007: Könige der Wellen (Surf’s Up)
- 2008: Sex and the City – Der Film (Sex and the City: The Movie)
- 2010: Sex and the City 2
- 2020: All my Life – Liebe, als gäbe es kein Morgen (All My Life)
- 2023: Angespült – Ein Krabbenteuer (Under the Boardwalk) (Stimme)

### Fernsehserien (Auswahl)
- 2000–2004: Sex and the City
- 2001: Ed – Der Bowling-Anwalt
- 2006–2007: Men in Trees
- 2020: AJ and the Queen
- 2021–2025: And Just Like That …
- 2022: The Masked Singer (Teilnehmer Staffel 8, 15. Platz)
- 2022: Girls5eva